# ولایت استالین‌آباد

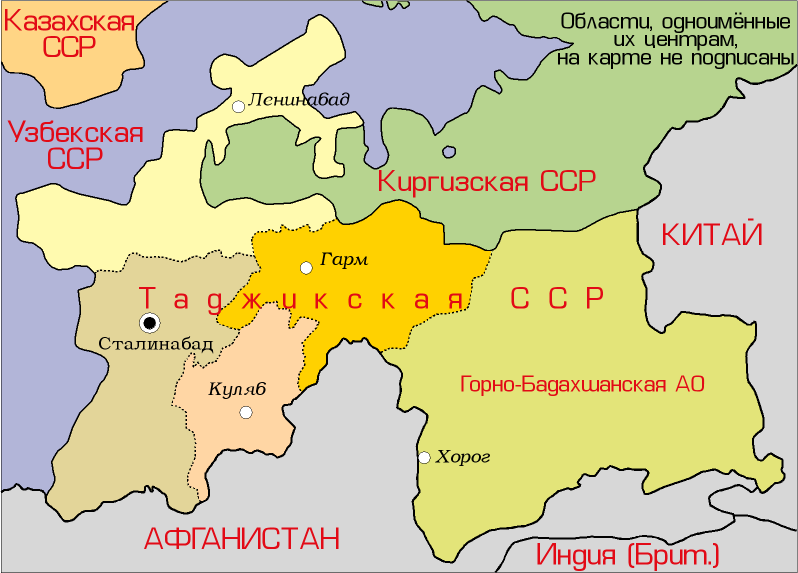
ولایت‌های (استان‌های) جمهوری شوروی سوسیالیستی تاجیکستان.

ولایت استالین‌آباد یک واحد اداری در قلمرو جمهوری شوروی سوسیالیستی تاجیکستان بود که از سال ۱۹۳۹ تا ۱۹۵۱ وجود داشت. این منطقه در مرکز جمهوری واقع شده بود و مرکز جمهوری یعنی شهر استالین‌آباد (دوشنبه کنونی) در آن قرار داشت.
ولایت استالین‌آباد یکی از چهار منطقه اول جمهوری بود که با حکم هیئت رئیسه شورای عالی اتحاد جماهیر شوروی سوسیالیستی در ۲۷ اکتبر ۱۹۳۹ تأسیس شد. مرکز اداری این استان شهر استالین‌آباد بود.
مهندسی مکانیک، فرآوری فلزات، فلزات غیر آهنی، صنایع سبک، صنایع غذایی و کشاورزی در این ولایت رونق داشت.
در نوامبر ۱۹۴۴، استان آلماسینسکی در استان استالین‌آباد تشکیل شد، اما در اوت ۱۹۴۸ این تصمیم لغو شد.